# 이우진 (축구 선수)
이우진(1986년 4월 25일 - )은 대한민국의 축구선수로 수비수이며, 2016년 3월 이강진에서 현재의 이름으로 개명하였다.

## 개요
대전광역시 출생으로 중동중학교를 중퇴하였다.

## 축구인 생활

### 선수 생활
2002년 수원 삼성 블루윙즈에 입단하였으나, 많은 경기에 출장하지 못하였다.
2004년 J리그의 도쿄 베르디로 이적한 뒤 그 해 일왕배 우승에 공헌하는 등 좋은 활약을 펼쳤지만, 2005년 시즌 결과 팀은 17위로 2부 리그로 강등되었다.
2006년 K리그의 부산 아이파크로 이적하여 2009시즌까지 59경기에 출장했다.
2009년 11월 18일, 일본 J리그 주빌로 이와타로 이적했다. 그리고 2년여 만에 전북 현대로 이적하면서 다시 K리그 무대로 복귀하였다. 하지만 반 시즌이 지나는 동안 2012 FA컵 1경기만 나섰을 뿐 리그에서는 한 경기도 나서지 못하자 임대 이적을 모색하였고, 7월 30일 J리그 디비전 2의 마치다 젤비아로 임대 이적하였다. 2013년에는 다시 한국으로 돌아와 대전 시티즌에서 임대 생활을 이어 갔으며, 2014년 전북으로 복귀하였다. 그러나 전북에서도 주전 경쟁에 어려움을 겪었으며, 2015 시즌을 앞두고 대전 시티즌으로 완전 이적하였다.
2016년 대전과의 계약 기간이 끝나며 자유계약으로 제주 유나이티드에 입단하였다.

### 국가 대표 생활
2002년 'AFC U-17 축구 선수권 대회 올스타팀'에 선정되는 등 뛰어난 능력으로 많은 기대를 모았으나, 잦은 부상으로 연속적으로 국가대표팀에서 중도 하차하였다.
이후 2009년 6월 3일 오만과의 친선경기에서 출장하여 A매치 데뷔전을 치렀으나 경기가 A매치로 인정받지 못하며 A매치 출장 기록은 취소되었다.

## 기타
최종 학력이 중졸인 관계로 병역 면제 대상자이다.

## 경력

### 선수 경력
- 2002년 ~ 2003년  수원 삼성 블루윙즈
- 2004년 ~ 2005년  도쿄 베르디
- 2006년 ~ 2009년  부산 아이파크
- 2009년 ~ 2011년  주빌로 이와타
- 2012년 ~ 2014년  전북 현대 모터스
- → 2012년  마치다 젤비아
- → 2013년  대전 시티즌
- 2015년  대전 시티즌
- 2016년  제주 유나이티드
- 2017년 ~ 현재  경주 한국수력원자력

## 수상

### 개인
- 2001년 추계연맹전 MVP 수상
- 2002년 AFC U-17 축구 선수권 대회 올스타팀 선정

### 클럽

#### 수원 삼성 블루윙즈
- FA컵 우승 1회 (2002년)
- 아시아 클럽 챔피언십 우승 1회 (2002년)
- 아시아 슈퍼컵 우승 1회 (2002년)

#### 도쿄 베르디
- 천황배 전일본 축구 선수권 대회 우승 1회 (2004년)

#### 경주 한국수력원자력 축구단
- 내셔널리그
  - 우승 1회 (2017년)